# Pierluigi Collina
Pierluigi Collina (Bologna, 13 febbraio 1960) è un ex arbitro di calcio italiano.
A livello internazionale riconosciuto come uno dei migliori arbitri della storia del calcio, noto per il suo grande carisma e la sua abilità nel farsi rispettare sul rettangolo di gioco, è stato nominato miglior arbitro del mondo ininterrottamente dal 1998 al 2003 dalla IFFHS e dal 2011 è membro della Hall of fame del calcio italiano. Ha arbitrato la finale del mondiale di calcio 2002, la finale di UEFA Champions League 1998-1999 e la finale della Coppa UEFA 2003-2004.
È stato designatore arbitrale per la Serie A e B dal 2007 al 2010, presidente della Commissione Arbitrale UEFA dal 2010 al 2018 e dal 20 gennaio 2017 è il presidente della Commissione Arbitrale della FIFA.

## Biografia
Figlio unico di un impiegato statale e di un'insegnante di una scuola elementare, una volta conseguita la maturità scientifica, si iscrive alla facoltà di Economia e Commercio all'Università di Bologna, laureandosi nel 1984 con 110 e lode.
Affetto da alopecia, inizia a perdere i capelli all'età di 24 anni fino a diventare completamente calvo, aspetto diventato tra le sue caratteristiche distintive ed iconiche, che inizialmente rischiò di costargli la promettente carriera da arbitro in quanto si temevano risvolti psicologici o perdite di autorevolezza.
Dal 1991 vive a Viareggio, dove ha praticato per anni la professione di consulente finanziario. È sposato e ha due figlie.
Nel 2003 ha pubblicato un libro dal titolo Le mie regole del gioco. Quello che il calcio mi ha insegnato della vita, dove racconta con alcuni aneddoti la sua vita da arbitro.
È apparso sulle copertine dei videogiochi calcistici Pro Evolution Soccer 3, Pro Evolution Soccer 4 (assieme a Thierry Henry e Francesco Totti) e Pro Evolution Soccer 5 (assieme a Gianluigi Buffon), mentre in Fifa 2005 è sbloccabile come arbitro nelle partite amichevoli nazionali. Nel 2003 è stato anche protagonista nel video di una canzone di Giorgia, La gatta (sul tetto).
È stato presente in numerose campagne pubblicitarie per importanti marchi e campagne sociali, tra le più curiose vi è quella in Giappone per uno spot sui takoyaki (polpettine di polpo) e nell'ultimo episodio dell'anime Holly & Benji Forever, dove appare in una delle ultime sequenze in qualità di direttore di gara di Giappone-Brasile. La sua caricatura è apparsa nel video della canzone Shoot the Dog di George Michael.
Collina è apparso nello spot di una campagna istituzionale sulla prevenzione della celiachia, malattia di cui soffre sua figlia.

## Carriera
Tra le partite arbitrate, ci sono una finale di Champions League, per la precisione quella del 1998-1999 (con la rocambolesca vittoria del Manchester United grazie a due gol segnati nei minuti di recupero ai danni del Bayern Monaco) e la finale dei mondiali del 2002 Brasile-Germania, terminata 2-0 per i brasiliani (nello stesso torneo diresse anche Argentina-Inghilterra e l'ottavo di finale Turchia-Giappone).
Ha diretto inoltre la Finale di Coppa UEFA 2003-2004 tra Valencia e Olympique Marsiglia (2-0) e la finale del torneo calcistico delle Olimpiadi del 1996 tra Nigeria e Argentina (3-2); in tale competizione diresse altre 4 gare.
È stato impiegato anche al campionato del mondo 1998, dove fu designato per Paesi Bassi-Belgio e Francia-Danimarca, al Campionato europeo di calcio 2000, in cui gli vennero affidate Paesi Bassi-Rep. Ceca, Inghilterra-Germania e il quarto di finale Francia-Spagna, e al Campionato europeo di calcio 2004, dove diresse la partita inaugurale Portogallo-Grecia, la partita di girone Inghilterra-Croazia e la semifinale Rep. Ceca-Grecia.
Proprio agli Europei del 2000, a causa di un presunto errore per la concessione di un rigore discusso ai Paesi Bassi, dopo giorni di grandi polemiche, i sostenitori della Rep. Ceca contestarono Collina, indossando a migliaia in un successivo incontro una maschera di carta con le fattezze dell'arbitro italiano.

Collina valuta la praticabilità del terreno di gioco dello stadio Renato Curi di Perugia nel contestato epilogo del campionato 1999-2000

In precedenza, il 14 maggio 2000 aveva diretto la discussa partita Perugia-Juventus, decisiva per il campionato italiano 1999-2000. In tale occasione la Juventus aveva due punti in classifica in più della rivale Lazio, pertanto, se avesse vinto, avrebbe conquistato lo scudetto. Collina fu costretto a sospendere l'incontro alla fine del primo tempo a causa di un violento nubifragio che si abbatté sullo stadio Renato Curi. Dopo ben 71 minuti d'interruzione, placatosi il maltempo, fece riprendere la partita nonostante il campo fosse ormai evidentemente al limite della praticabilità: in quest'anomala situazione la gara fu vinta per 1-0 dal Perugia, risultato che consegnò alla Lazio lo scudetto; grandi polemiche ne derivarono circa il mancato rinvio dell'incontro.
Nel 2005 Collina suscitò non poche polemiche, in particolare tra i tifosi bianconeri, in seguito ad una dichiarazione fatta durante una lezione al corso di laurea in Scienze Motorie della facoltà di medicina e chirurgia dell'Università di Parma: «Da piccolo tenevo per il Bologna, la squadra della città dove sono nato. Poi mi ha affascinato un'altra aquila, a parte quella della Fortitudo nel basket: la Lazio. A 14 anni giocavo da libero e mi piaceva Pino Wilson.
Nel 2018 ai microfoni di Sky, Collina conferma il suo tifo per i biancocelesti.
Sempre in Serie A, il 30 settembre 2001, fu anche l'arbitro di una partita Brescia-Atalanta terminata con il risultato di 3-3 e rimasta a posteriori memorabile in quanto l'allenatore del Brescia, il romano Carlo Mazzone, dopo aver ricevuto numerosi cori di scherno da parte dei tifosi dell'Atalanta mentre la sua squadra era in svantaggio per 3-1, festeggiò il pareggio correndo sotto la curva avversaria ed urlando in dialetto romanesco "li mortacci vostra", gesto che gli costò l'espulsione da parte di Collina e una squalifica di cinque giornate.
Il 30 giugno 2002 arbitrò la finale dei Mondiali 2002 all'International Stadium tra Germania e Brasile (tale edizione dei mondiali fu caratterizzata da numerose polemiche relative alle direzioni di gara di altri arbitri coinvolti, una su tutte quella dell'ecuadoriano Byron Moreno nell'ottavo di finale clamorosamente perso dall'Italia contro la Corea del Sud). Durante l'incontro Collina estrasse soltanto due cartellini gialli, a Roque Júnior ed a Miroslav Klose. All'epoca fu il secondo arbitro italiano a dirigere una finale mondiale (il primo fu Sergio Gonella, che diresse la finale del 1978). 
Vanta anche la direzione in tre semifinali di UEFA Champions League (nel 2001 Leeds United-Valencia, nel 2002 Real Madrid-Barcellona e nel 2004 Deportivo La Coruna-Porto).
Il 10 gennaio 2003 è stato il primo arbitro di nazionalità non francese ad arbitrare una partita di Ligue 1 (Olympique Lione-Olympique Marsiglia), a causa dell'indisponibilità dei fischietti transalpini, allora impegnati in un ritiro. Il 9 giugno 2005 ha arbitrato la partita di addio al calcio di Ciro Ferrara allo stadio San Paolo di Napoli.
L'ultima gara ufficiale diretta da Collina in Italia è stata una partita Pavia-Bari valida per la Coppa Italia 2005-2006, disputata allo stadio Pietro Fortunati di Pavia il 21 agosto 2005. La partita, terminata 0-0 dopo i tempi supplementari, è stata vinta dai pugliesi ai rigori col punteggio di 5-6. Tre giorni dopo, Collina arbitrò la sua ultima partita ufficiale in assoluto: Villarreal-Everton, match di ritorno dei preliminari di Champions League 2005-2006, terminata con il risultato di 2-1 per i padroni di casa, con grandi polemiche da parte inglese per l'annullamento (sul risultato di 1-1) di una rete di Ferguson apparsa ai più regolare.

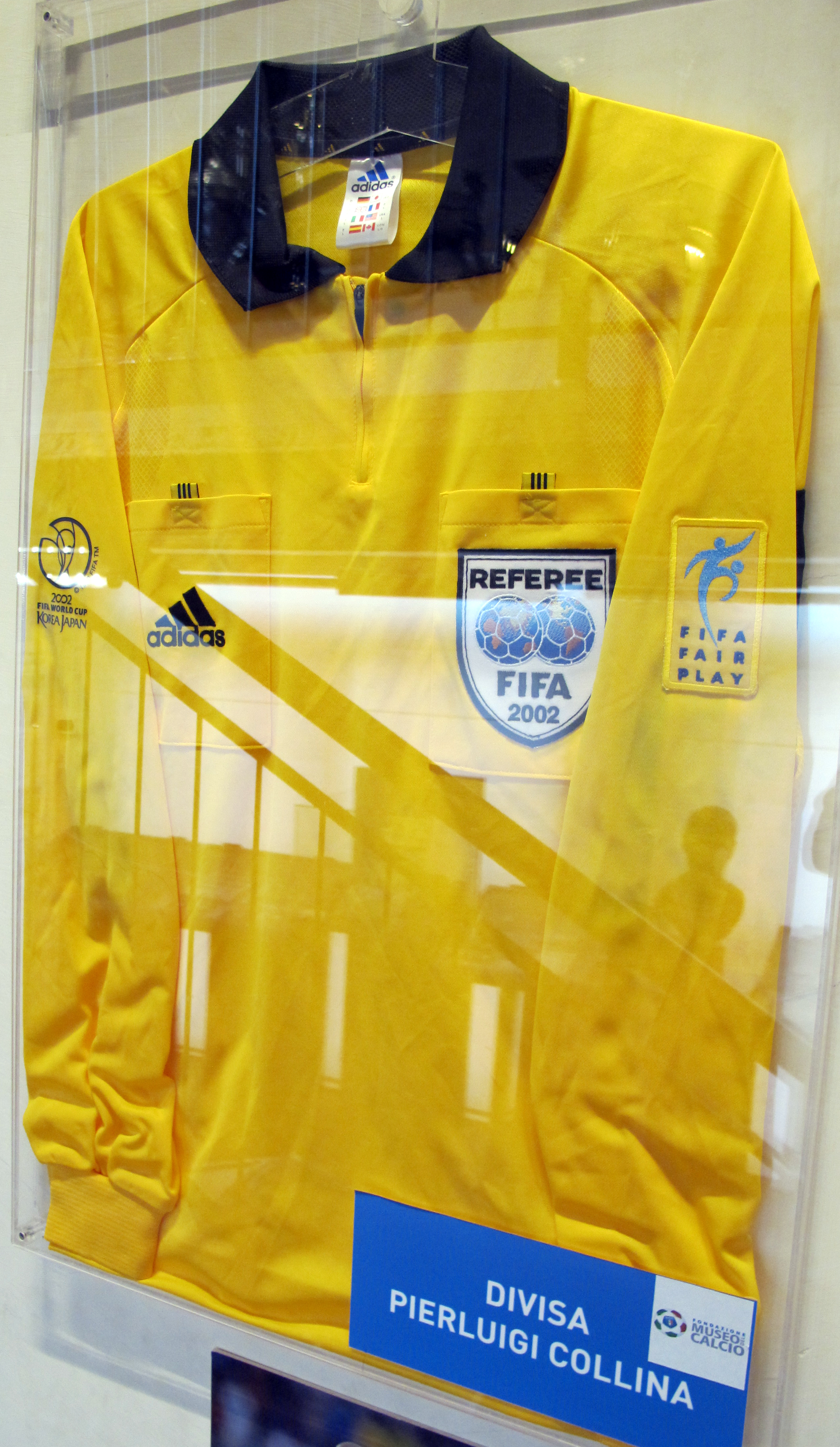
Maglia indossata da Collina per il mondiale nippo-coreano del 2002. (Museo del calcio, Coverciano)

Il 29 agosto 2005, dopo 28 anni di carriera, ha rassegnato le dimissioni dall'Associazione Italiana Arbitri (AIA), accompagnate da una dichiarazione stampa molto polemica, a seguito di una pubblicazione della Gazzetta dello Sport che rivelò che «Collina aveva firmato uno dei tanti contratti pubblicitari [...] con la Opel, sponsor del Milan, senza il consenso dell'allora presidente AIA Tullio Lanese», accusa respinta dall'ormai ex-fischietto, che, dopo essere stato inizialmente declassato in Serie B, decide di non arbitrare più. Dopo i Mondiali 2006 ha collaborato con Sky Sport come commentatore sportivo.
È stato arbitro effettivo dal 1977 al 2005, internazionale dal 1995. Nel corso della carriera arbitrale ha diretto: 240 gare in Serie A (debutto il 15 dicembre 1991 in Verona-Ascoli); 79 in Serie B; 42 in Coppa Italia (Finali 1995, 2002, 2004 e 2005); 2 in Supercoppa Italiana (2003 e 2004); 109 internazionali (debutto l'8 marzo 1995 in Turchia-Francia). Tra le classiche del campionato italiano vanta la direzione di 5 derby di Milano, 5 Inter-Roma, 5 Milan-Roma, 4 Juventus-Inter, 4 Milan-Juventus, 4 Juventus-Roma, 2 derby di Roma, un derby di Torino e un derby di Genova; ha inoltre diretto gli spareggi per la permanenza in Serie A Atalanta-Reggina nel 2003 e Bologna-Parma nel 2005.
Nel dicembre 2006, dopo le dimissioni di Stefano Tedeschi dalla carica di designatore degli arbitri di Serie A, Collina è stato nominato consulente del nuovo designatore Cesare Gussoni, già presidente dell'AIA. È stato responsabile della Commissione Arbitrale dell'UEFA dal 2010 al 2018, poi dimessosi.
Dopo aver riottenuto la tessera dell'AIA è stato nominato il 19 luglio 2007 designatore degli arbitri e consulente tecnico-atletico della CAN A e B dal comitato nazionale dell'AIA, riunito a Roma. Il 3 luglio 2010 si dimette dall'incarico di designatore arbitrale del campionato italiano: nominato, infatti, designatore UEFA dal presidente Michel Platini, sceglie di mantenere solo l'incarico europeo. Il suo precedente ruolo sarà ricoperto ad interim dall'allora presidente dell'AIA Marcello Nicchi.
Nel dicembre 2007 rende noto di aver ricevuto minacce tali da rendere necessaria l'assegnazione di una scorta a protezione della sua persona.
Il 20 gennaio 2017 viene nominato presidente della Commissione Arbitri della FIFA.

## Premi e riconoscimenti
- Premio Nazionale Ciminiera d'Argento, 1991
- Premio Bernardi per il miglior debuttante in Serie A, 1992
- Premio Dattilo per il miglior arbitro internazionale, 1997
- Premio Mauro per il miglior arbitro della Serie A, 1999
- Nettuno d'oro 2002
- Premio della Football Association of Ireland come sportivo straniero dell'anno 2005.
- Inserito nella Hall of fame del calcio italiano nella categoria Arbitro italiano 2011
- "Oscar del calcio AIC", assegnato dalla Associazione Italiana Calciatori, per il miglior arbitro, 1997, 1998, 2000, 2002, 2003, 2004 e 2005.
- Miglior arbitro dell'anno, votato dalla Federazione Internazionale di Storia e Statistica del Calcio (IFFHS), 1998, 1999, 2000, 2001, 2002 e 2003.
- Miglior arbitro della storia, votato dalla Federazione Internazionale di Storia e Statistica del Calcio (IFFHS), 2020.
- Laurea “honoris causa” in Scienze conferita dalla Università di Hull (GB).

## Altre attività
- Ambasciatore della International Red Cross per la campagna “Children in war” 2004.
- Ambasciatore FIFA per SOS Villaggi dei Bambini.